# Explotación económica

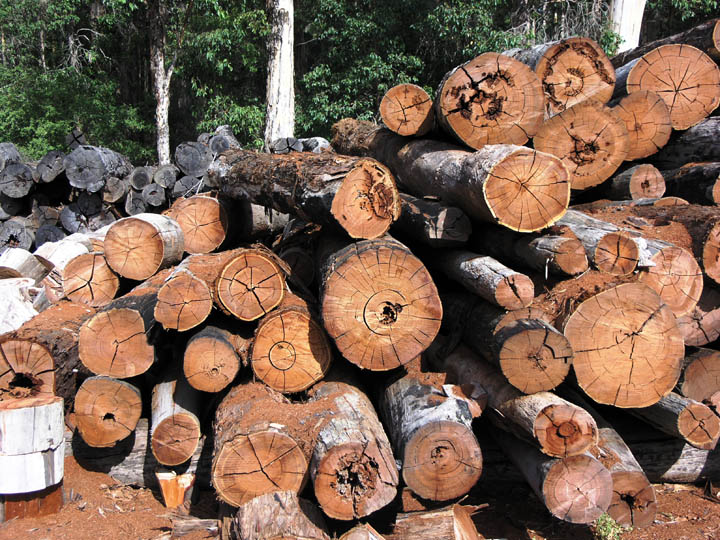
Explotación forestal.

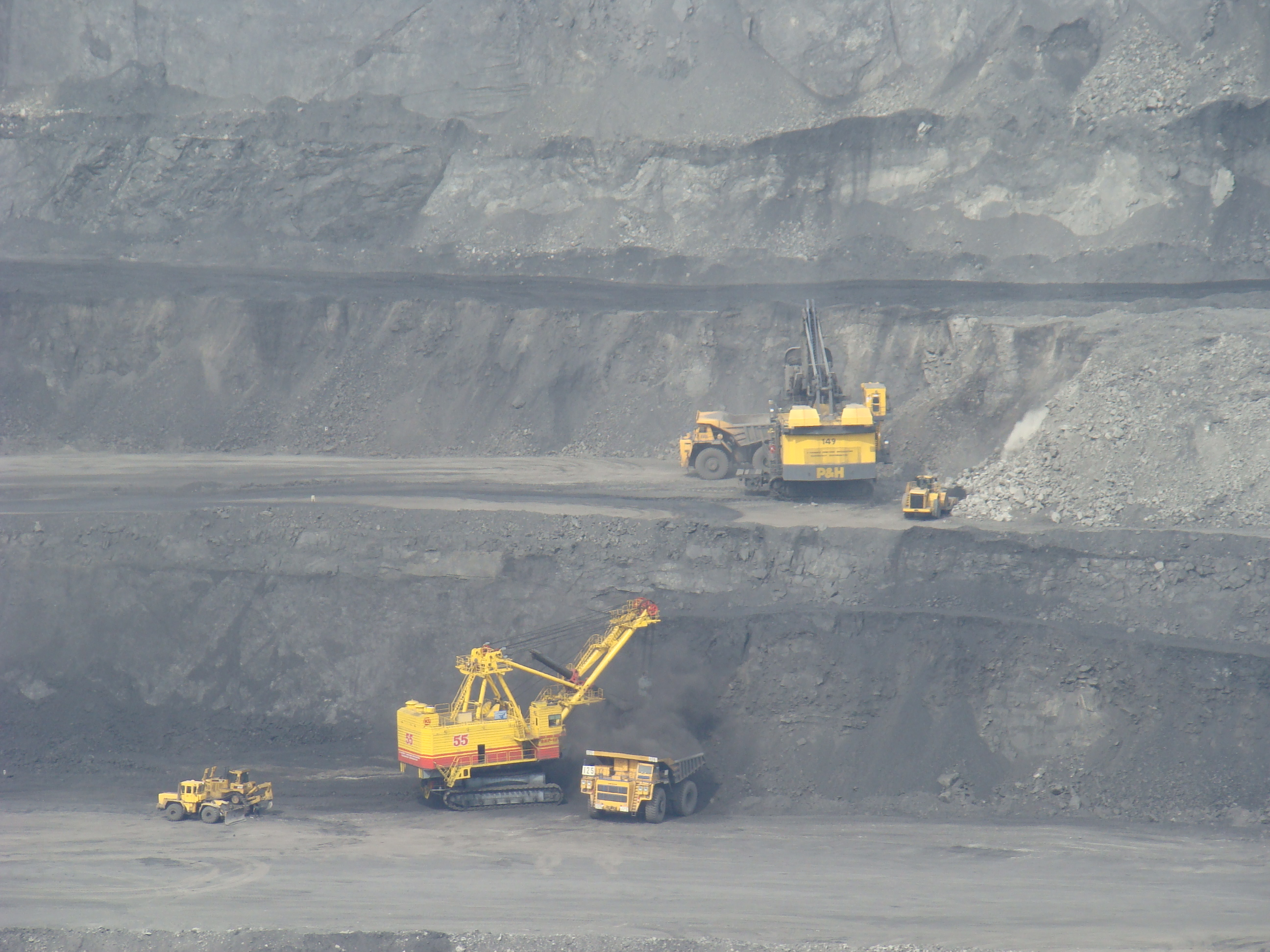
Explotación minera.

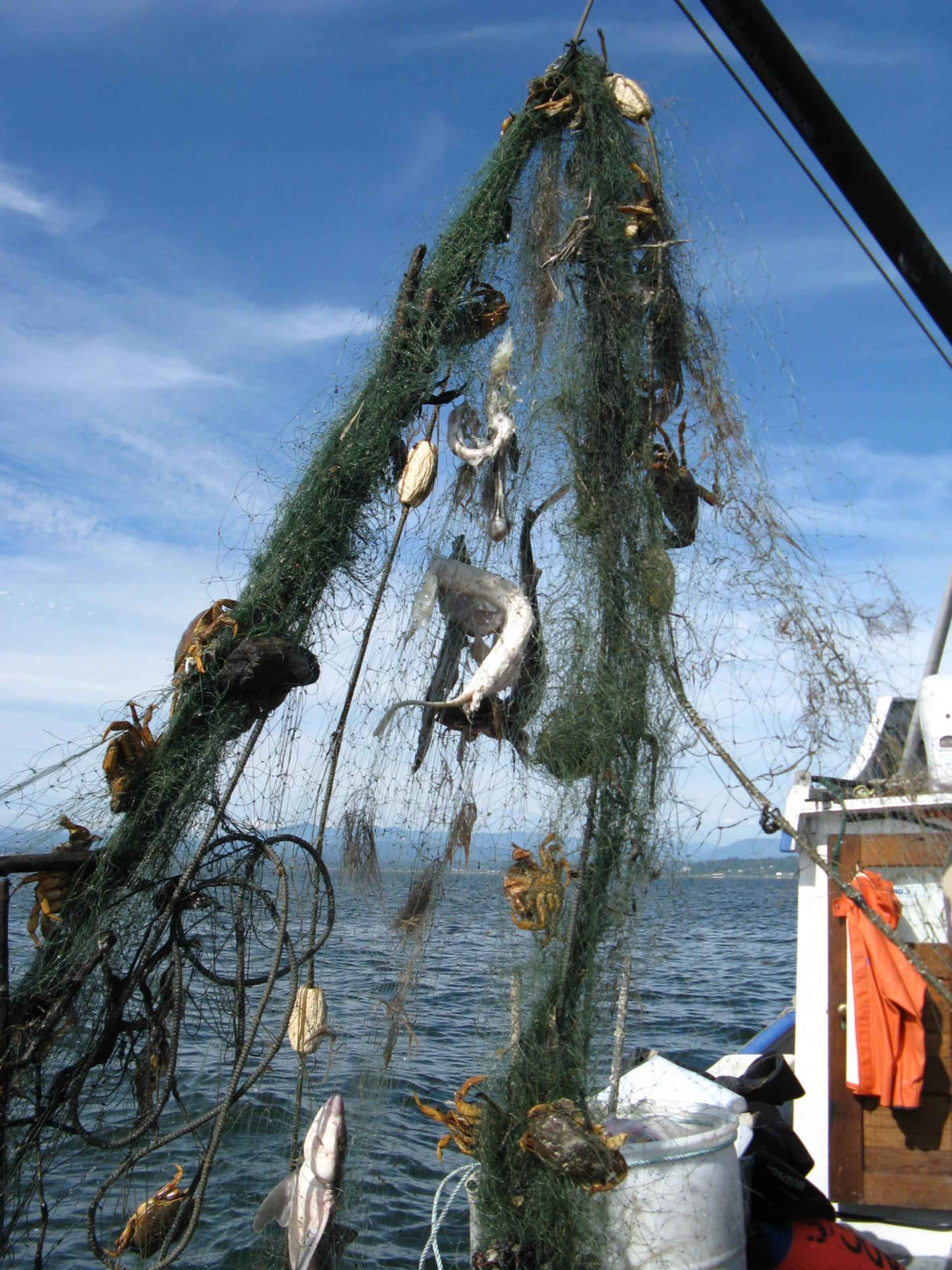
Explotación pesquera.

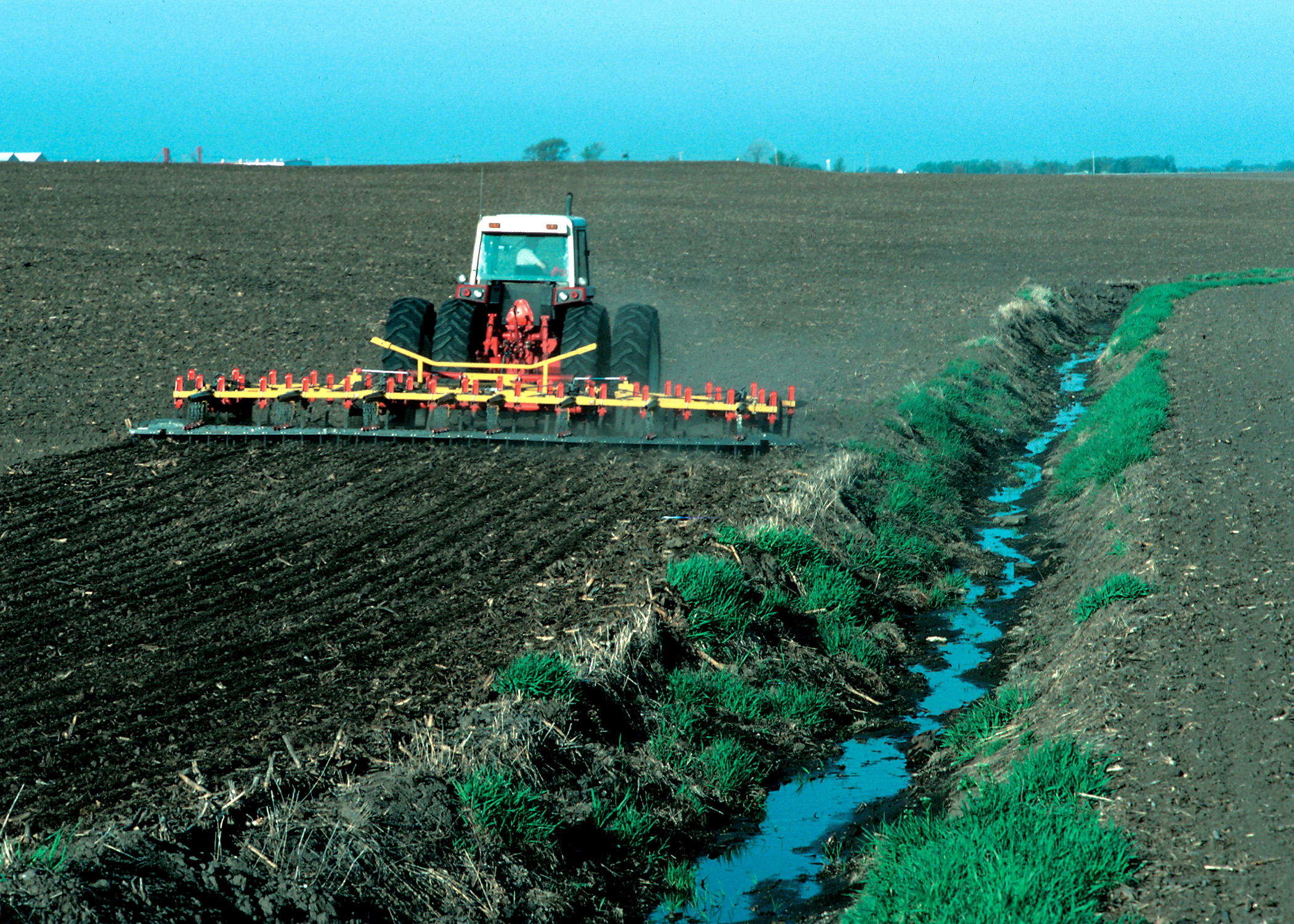
Explotación agraria.

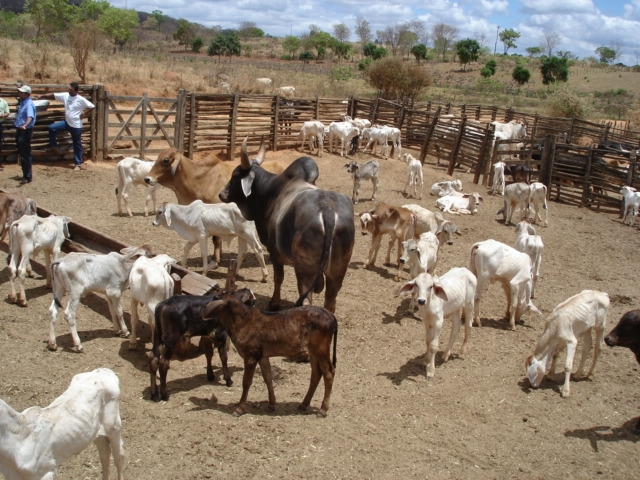
Explotación ganadera.

La Explotación económica o explotación de los recursos naturales son términos con que se refieren a la utilización por el sistema económico de los recursos naturales, particularmente cuando está encaminada al crecimiento económico. Dependiendo del contexto, puede tener una connotación negativa; por ejemplo para destacar su contribución a la degradación medioambiental.

## Historia
La explotación de los recursos naturales es consustancial a la actividad humana sobre el medio, que siempre ha generado paisajes humanizados, con distinto grado de alteración, menor en la sociedad preindustrial que en la sociedad industrial.
A partir de la Revolución Industrial de los siglos XVIII al XIX se intensificó la extracción y procesamiento de materias primas (principalmente, la minería de carbón o la extracción de petróleo, pero también otras como los distintos metales o productos como el caucho y todos los procedentes de la explotación forestal, el guano, el aceite de ballena, etc.; algunos de los cuales fueron sustituidos por sucedáneos sintéticos, precisamente por la imposibilidad de que su producción natural respondiera a las necesidades de la industria). El siglo XX protagonizó un rápido incremento en la demanda energética, que sigue dependiendo en su mayor parte de los combustibles fósiles. el suelo y la conjunto de los ecosistemas terrestres y acuáticos son también recursos no renovables que se degeneran aún más rápidamente por la intensificación de agricultura y ganadería.
A medida que aumenta la presión humana sobre los recursos naturales lo hace su huella ecológica, llegando a un punto en que se hace insostenible.

## Gestión de los recursos naturales
Una gestión "duradera" o "razonable" de los recursos naturales es la que no los somete a sobreexplotación, permitiendo su renovación y conservación  con criterios de sostenibilidad. Desde finales del siglo XVIII, con Malthus y David Ricardo, se identificó la sobreexplotación como causa de estancamiento y retroceso económico.
El principio denominado «regla de Hotelling» postula que la renta se posibilita por la cantidad limitada de recursos no renovables; situación que puede conducir a la sobreexplotación de un recurso (por ejemplo la sobrepesca o el sobrepastoreo), y que más allá de cierto umbral causa que un recurso, que a priori sería renovable (por ejemplo, el bosque o la caza), pueda llegar a extinguirse. El caso extremo de mala gestión de los recursos naturales, el que produciría traspasar umbrales irreversibles, conduciría al colapso ecológico, con la destrucción del medioambiente que sostiene a la propia especie humana.

## Capital natural
La noción de capital natural se ha introducido junto a otros de la economía medioambiental para definir las formas más sostenibles de producción y de consumo. Corresponde grosso modo al factor de producción "tierra" de la economía clásica, aunque integrando nociones más complejas (biodiversidad, resiliencia ecológica, huella ecológica, sobreexplotación, etc.)